# ووکاسین براجیچ
ووکاسین براجیچ (به انگلیسی: Vukašin Brajić) (زاده ۹ فوریه ۱۹۸۴) خواننده اهل بوسنی و هرزگوین است.
او در مسابقه آواز یوروویژن ۲۰۱۰ نماینده بوسنی و هرزگوین بود.